# Leopoldo Marechal
Leopoldo Marechal (n. 11 iunie 1900, Buenos Aires, Argentina – d. 26 iunie 1970, Buenos Aires, Argentina) a fost un poet, dramaturg și prozator argentinian.  A fost unul dintre cei mai cunoscuți scriitori argentinian ai secolului al XX-lea.
A scris o lirică pe motive variate, de notabilă capacitate imaginativă. Romanul simbolic-introspectiv Adán Buenosayres, scris în stilul lui James Joyce, este considerat una dintre cele mai importante opere ale literaturii moderne argentiniene.
Marechal și-a început cariera editorială când avea 22 ani. Volumul Los Aguiluchos conține poeme scrise în stilul avangardist. Ca tânăr scriitor, Marechal a făcut parte din Grupul Florida (grup literar avangardist de la Buenos Aires).

## Opera

### Cărți de poezii
- Los aguiluchos ("Puii de vultur", 1922)
- Días como flechas ("Zile ca săgețile", 1926)
- Odas para el hombre y la mujer (1929)
- Laberinto de amor ("Labirintul dragostei", 1936)
- El centauro ("Centaurul", 1940)
- Sonetos a Sophia y otras poemas (1940).

### Romane
- Adán Buenosayres (1948)
- El banquete de Severo Arcángelo (1965)
- Megafón o la guerra (1970)